# Kyle O'Quinn
Kyle Brandon O'Quinn (nascut el 26 de març de 1990 a Jamaica, Queens, Nova York) és un jugador de bàsquet estatunidenc que pertany a la plantilla dels New York Knicks de l'NBA. Amb 2,08 metres d'alçada, juga en la posició de pivot.